# Louis Begley

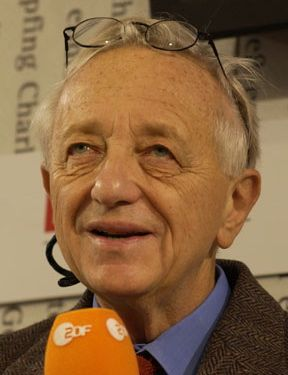
Louis Begley, 2003

Louis Begley (* 6. Oktober 1933 in Stryj, damals Polen, heute Ukraine, als Ludwik Begleiter) ist ein amerikanischer Schriftsteller polnisch-jüdischer Herkunft. Nach dem Zweiten Weltkrieg emigrierte seine Familie in die Vereinigten Staaten, wo Begley als Rechtsanwalt tätig war. Erst 1991 trat er mit dem autobiografisch geprägten Roman Lügen in Zeiten des Krieges literarisch in Erscheinung. Von seinen seither veröffentlichten Werken wurden insbesondere die Romane um den pensionierten Rechtsanwalt Schmidt populär.

## Leben

### Jugend in Polen und Emigration

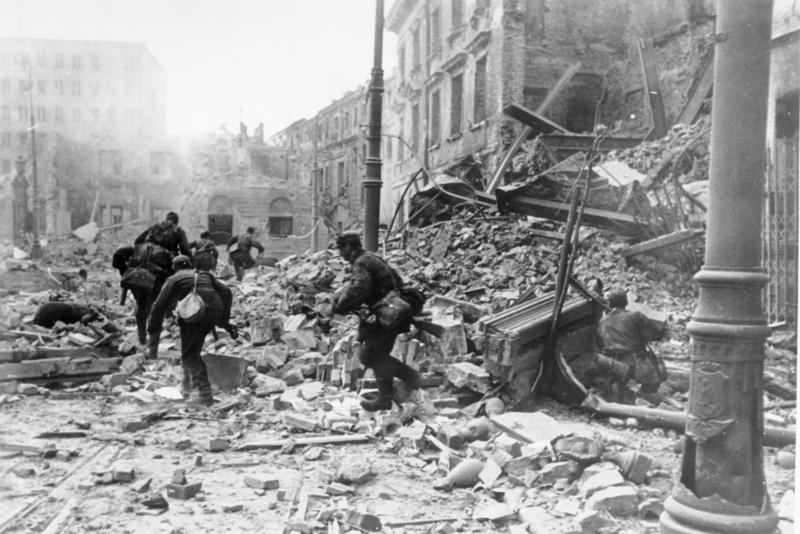
Deutsche Soldaten nach der Niederschlagung des Warschauer Aufstands

Louis Begley, geboren als Ludwik Begleiter, ist das einzige Kind des Arztes Dawid Begleiter (1899–1964) und seiner Frau Franciszka, geborene Hauser (1910–2004). Die jüdische Familie lebte in Stryj in Galizien, das 1939 infolge des Hitler-Stalin-Paktes von sowjetischen Truppen besetzt wurde. Im Vorfeld des deutschen Angriffskrieges wurde der Vater 1941 als Lazarettarzt in die Sowjetunion deportiert und verbrachte den Großteil des Krieges in Samarkand. Die Großeltern väterlicherseits wurden im September 1941 verschleppt und ermordet, den Großeltern mütterlicherseits gelang es, mithilfe falscher Papiere unterzutauchen. Die Mutter blieb allein mit dem Jungen zurück und erlebte ab Juni die Judenverfolgung der deutschen Besatzer. So durfte Ludwik nach dem ersten Schuljahr keine Schule mehr besuchen. Vor der geplanten Einrichtung eines Ghettos floh Franciszka Begleiter im Winter 1941/42 mit ihrem Kind nach Lemberg, wo sie sich mit gefälschten Papieren als polnische Katholiken auswiesen. Im März 1943 flüchteten Mutter und Sohn weiter nach Warschau. Während des Warschauer Aufstands lebten sie im August und September 1944 in Kellern. Nach der Niederschlagung des Aufstands konnte Franciszka Begleiter sich und ihren Sohn durch eine List vor der drohenden Deportation nach Auschwitz retten. Sie versteckten sich in einem Dorf in Masowien und später in der südpolnischen Stadt Kielce, bis der Einmarsch sowjetischer Truppen im Januar 1945 für sie den Krieg beendete.
In Krakau trafen Mutter und Sohn wieder mit dem aus der Sowjetunion zurückgekehrten Vater zusammen. Nachdem er während des Krieges ausschließlich von seiner Mutter unterrichtet worden war, besuchte Ludwik im Schuljahr 1945/46 das Jan-Sobieski-Gymnasium. Unter dem Eindruck fortdauernder antisemitischer Pogrome in Polen beschloss die Familie die Emigration. Nachdem sich Dawid Begleiter vergeblich um Ausreisegenehmigungen bemüht hatte, verließ die Familie das Land im Herbst 1946 illegal. Mit einer begrenzten Aufenthaltsgenehmigung blieben sie bis Ende Februar des Folgejahres in Paris. Am 3. März 1947 erreichten sie New York. Um die Eingliederung in den USA zu erleichtern, änderte die Familie ihre Namen: aus Begleiter wurde Begley, aus Dawid Edward, aus Franciszka Frances und aus Ludwik Louis. Die erste Zeit lebte die Familie im Empire Hotel in Manhattan. 1948 ließ sie sich in Flatbush nieder, wo Edward Begley eine Arztpraxis eröffnete. Louis besuchte die Erasmus Hall Highschool, die er 1950 abschloss. Seine innerhalb weniger Jahre erworbenen englischen Sprachkenntnisse bewies der erste Preis in einem Kurzgeschichtenwettbewerb, den die New York University für alle Highschools der Stadt ausgeschrieben hatte.

### Studium und Karriere als Rechtsanwalt

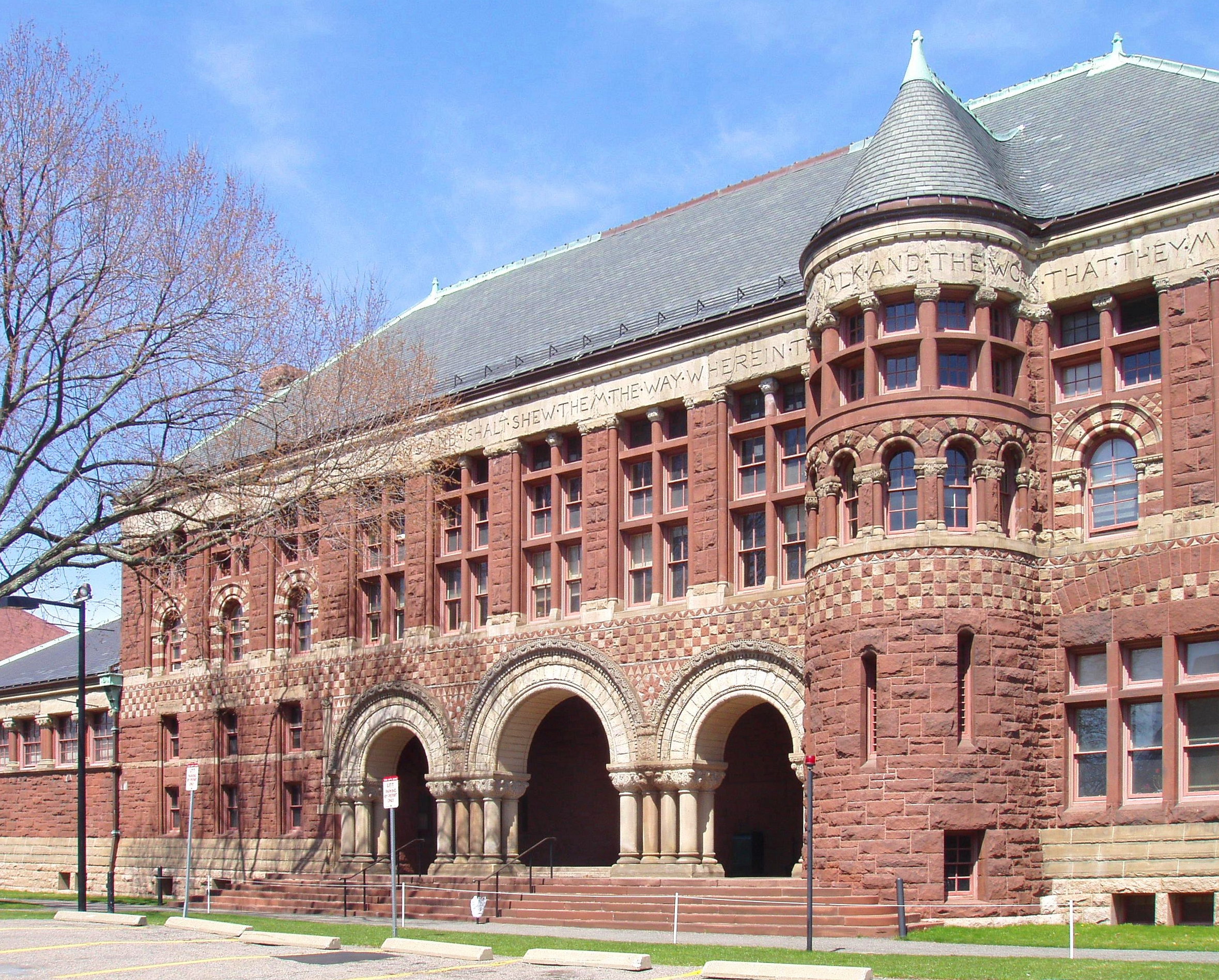
Austin Hall der Harvard Law School

Begley erhielt ein Stipendium des Harvard College und studierte von 1950 bis 1954 im Hauptfach Englische Literatur. Einer seiner Kommilitonen war John Updike. Begley wirkte am Studententheater und der Collegezeitschrift Harvard Advocate mit. Einen Kurs für kreatives Schreiben brach er jedoch mitten im Semester ab und stellte sämtliche literarischen Ambitionen ein. Später begründete er, dass er als Material für seine Geschichten ausschließlich die Kindheits- und Jugenderfahrungen aus Polen hätte verwenden können, die er unbedingt verdrängen wollte. Für eine Beschreibung seiner Gegenwart fühlte er sich hingegen in Amerika noch nicht verwurzelt genug. Am 5. November 1953 erhielt er die amerikanische Staatsbürgerschaft. 1954 legte er sein Examen mit summa cum laude ab. Die folgenden zwei Jahre diente er in der US-Armee, die letzten 18 Monate davon in Göppingen in der 9. Division. Anschließend nahm er ein Jurastudium an der Harvard Law School auf, das er 1959 mit magna cum laude abschloss. Noch während des Studiums erhielt er ein Angebot der renommierten Kanzlei Debevoise & Plimpton, in der er im Herbst 1959 seine Berufstätigkeit begann. Zwei Jahre später wurde er als Rechtsanwalt in New York zugelassen.
Bereits 1956 hatte Begley Sally Higginson geheiratet, eine Studentin am Radcliffe College und, wie Begley rückblickend wertete, „sehr amerikanische“ Ehefrau. Das Paar zog 1959 in eine Eigentumswohnung in der Fifth Avenue am Central Park. Aus der Ehe gingen drei Kinder hervor: Peter (* 1958, lebt als Künstler in Paris), Adam (* 1959, arbeitet als Literaturkritiker und Biograf) und Amey (* 1963, ist wie ihr Vater schriftstellerisch tätig). Schon bald traten in der Ehe jedoch Spannungen auf, die Begley auch auf die gesellschaftlichen Veränderungen im Amerika der 60er Jahre zurückführte. 1965 zog Begley alleine nach Paris und arbeitete in der französischen Niederlassung von Debevoise & Plimpton. Als er 1968 zum Sozius der Kanzlei ernannt wurde, kehrte er wieder nach New York zurück. Im Mai 1970 wurde die Ehe geschieden. Im Folgejahr lernte Begley bei einem seiner zahlreichen Paris-Aufenthalte die französische Historikerin Anka Muhlstein (* 1935) kennen. Nach einer dreijährigen Brieffreundschaft heirateten beide im März 1974. Muhlstein brachte zwei Söhne in die Ehe ein. Das Paar lebt seither in der Park Avenue in der Upper East Side von Manhattan. 1983 erwarben beide ein Sommerhaus in Sagaponack auf Long Island.
In den folgenden Jahren wurde Begley zum Seniorpartner von Debevoise & Plimpton. Er war an zahlreichen internationalen Transaktionen beteiligt, die ihn nach Nord- und Lateinamerika, Europa, Asien und Afrika führten. Zudem war er Justitiar von Aktiengesellschaften sowie Vermögensverwalter und Treuhänder großer Privatvermögen. Als Gastdozent lehrte er an der Waltham Business School, der Wirtschaftshochschule der University of Pennsylvania und mehrere Jahre hinweg internationales Vertragsrecht in Peking. Der Anwaltsberuf verschaffte ihm neben der intellektuellen Herausforderung auch ästhetische Befriedigung. Die Kunst gleichermaßen präziser wie eleganter Verträge, in die ihn der Seniorpartner Francis Plimpton eingeführt hatte, prägte seinen späteren literarischen Stil.

### Späte literarische Erfolge

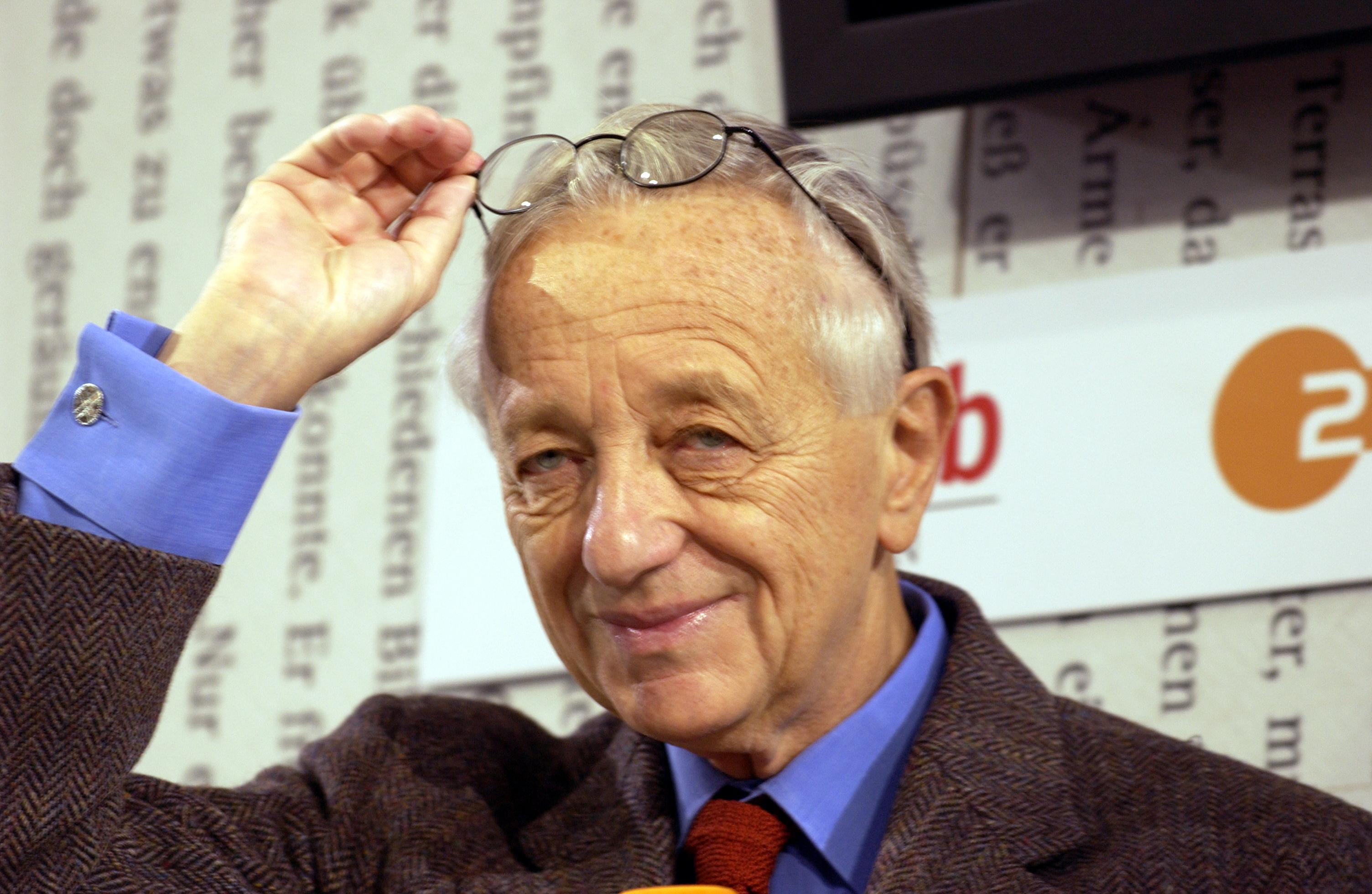
Louis Begley, 2003

Im August 1989 nahm Begley einen dreimonatigen Fortbildungsurlaub. Während dieser Zeit verfasste er sein literarisches Debüt Wartime Lies, das auf autobiografischen Erlebnissen in Polen unter der Naziherrschaft basiert. Begley kommentierte, dass er die Geschichte wieder und wieder in seinem Kopf durchgespielt hatte und sie nur noch niederschreiben musste. Der Roman wurde 1991 veröffentlicht und galt sofort als literarische Sensation. Buch und Autor erfuhren gleichermaßen große Beachtung in den amerikanischen Feuilletons. 1993 und 1994 legte Begley mit The Man Who Was Late und As Max Saw It zwei weitere Romane nach. Von 1993 bis 1995 übernahm er die Präsidentschaft des PEN American Center. Mit der Veröffentlichung der deutschen Übersetzung seines Debüts Lügen in Zeiten des Krieges 1994 hatte Begley auch in Deutschland großen Erfolg, der den in seiner Heimat noch übertraf. Zum Verleger Siegfried Unseld entstand eine Freundschaft. Die polnische Übersetzung seines Debüts führte Begley 1995 erstmals wieder zurück in sein Herkunftsland.
Trotz seiner schriftstellerischen Erfolge blieb Begley bis Ende 2003 als Anwalt tätig. Seine Romane schrieb er an Wochenenden und im Urlaub. Begley äußerte wiederholt Vorbehalte gegen eine rein literarische Karriere, weil ein Beruf außerhalb des Literaturbetriebs wichtig für den Kontakt zur realen Welt sei. Seine eigenen beruflichen Erfahrungen haben sich in vielen seiner späteren Bücher niedergeschlagen, so nicht zuletzt in der Trilogie über den pensionierten Anwalt Schmidt. Nach seiner eigenen Pensionierung 2004 verfasste Begley zunehmend Essays zu literarischen und politischen Themen. 2006 nahm er die Poetik-Dozentur an der Universität Heidelberg zum Thema Zwischen Fakten oder Fiktionen an. In seinen Vorlesungen wandte er sich ebenso wie in seinem 2008 erschienenen Essay The Tremendous World I Have Inside My Head  über Franz Kafka gegen Interpretationsversuche, Leben und Werk eines Schriftstellers gleichzusetzen.

## Werk
Obwohl sein Debüt Wartime Lies (Lügen in Zeiten des Krieges) auf den Erlebnissen Louis Begleys während der deutschen Besetzung Polens basiert, handelt es sich, wie er stets betont hat, um einen Roman und keine Autobiografie. Seine eigenen Erinnerungen seien durch den zeitlichen Abstand von 50 Jahren so lückenhaft und verfälscht, dass sie sich nicht mehr für Memoiren eigneten. Im Mittelpunkt des Romans steht die Erfahrung, dass Lügen und Tarnungen auch über die Zeit des Versteckens hinauswirken und zur dauerhaften Normalität für den Ich-Erzähler werden. In Kritiken wurde häufig der kindliche Blick des Ich-Erzählers hervorgehoben, der einen frischen Blick auf die Schrecken des Holocausts ermögliche. Betont wurde auch Begleys knapper und unsentimentaler Stil. Diesen erklärte Begley damit, dass er nicht in seiner Muttersprache schreibe. Ihm fehle so „die unerschütterliche Selbstgewissheit, die ein Autor für Ausbrüche von Himmelstürmerei oder Abscheulichkeiten braucht“.
Mit seinen folgenden Romanen brach Begley mit den Erwartungen, weitere Holocaustliteratur zu verfassen. Sie sind laut Christa Krüger „Zeugnisse der Assimilation eines Immigranten“ und zeigen als Gesellschaftsromane das Leben der begüterten Oberschicht an der amerikanischen Ostküste. Die Oberfläche des luxuriösen Lebens weist jedoch häufig Risse auf, hinter denen Lügen und Demütigungen zum Vorschein kommen. Die Protagonisten versuchen, ihre Selbsttäuschung zu überwinden und die verlorene Selbstachtung wiederzugewinnen, worin sie an den Ich-Erzähler aus Begleys Debütroman erinnern. Begley bekundete: „Daß ich mich in Lügen in Zeiten des Krieges um grundlegende Ehrlichkeit bemüht habe, gilt nicht nur für diesen, sondern für alle meine Romane, es war immer mein Ziel, aus ästhetischen, wenn nicht aus moralischen Gründen. Ich glaube, der Versuch, ein Kunstwerk zu schaffen, kann auf andere Weise nicht gelingen.“
Begleys Protagonisten teilen mit ihrem Autor viele Details seiner Biografie. Sie haben wie dieser in Harvard studiert, anschließend Karriere gemacht, Vermögen, Macht und Einfluss gewonnen. Sie sind keine positiven Helden, sondern Menschen mit Widersprüchen, häufig Außenseiter, die einsam und innerlich kalt sind. Sex dient als Ersatz für Liebe und als Überbrückung ihrer Liebesunfähigkeit. In den späten Romanen altern sie wie ihr Verfasser, ziehen ein Fazit ihres Lebens und müssen sich als Vertreter einer untergehenden Welt mit den Veränderungen der Gegenwart auseinandersetzen. Besonders populär wurde die Trilogie um den pensionierten Anwalt Schmidt (Schmidt, Schmidts Bewährung und Schmidts Einsicht), die in Begleys Werk als ungewöhnlich heiter und gelassen gilt. Alexander Paynes Film About Schmidt mit Jack Nicholson in der Hauptrolle basiert lose auf dem ersten Titel der Reihe.
Im Gegensatz zu seinen Romanen, in denen der Autor keine Botschaft verkündet und sich jedes Urteils enthält, äußert Begley in seinen Essays und Stellungnahmen zur Lage der Vereinigten Staaten eine deutliche politische und moralische Meinung. Begley vertritt dabei dezidiert liberale Positionen und gibt sich als Anhänger der Demokraten zu erkennen, der George W. Bush scharf kritisierte und in Barack Obama einen Hoffnungsträger sah. Insbesondere in der deutschsprachigen Presse ist Begley ein häufiger Gesprächspartner und nimmt eine Vermittlerrolle zu seinem Heimatland ein. Begley schränkte allerdings selbst ein, dass ein Schriftsteller, der sich der Tagespolitik zuwendet, „zum unzuverlässigen und kapriziösen Berichterstatter“ wird, der vorläufige Gedanken äußert, die dem Wahrheitsanspruch, den er an realistische Literatur stellt, nicht genügen.

## Ehrungen
Begleys Erstlingswerk Wartime Lies wurde 1991 mit dem Irish Times/Aer Lingus International Fiction Prize und dem Harold V. Ribalow Prize sowie 1992 mit dem Hemingway Foundation PEN Award und dem Prix Médicis étranger ausgezeichnet. 1995 erhielt Begley den Jeanette Schocken Preis und den American Academy of Letters Award in Literature, im Jahr 2000 den Literaturpreis der Konrad-Adenauer-Stiftung und im Jahr 2008 die Ehrendoktorwürde der Neuphilologischen Fakultät der Universität Heidelberg.
Im Jahr 2000 wurde er zum Mitglied der American Philosophical Society und zum Chevalier des Ordre des Arts et des Lettres ernannt. Seit 2011 ist er Mitglied der American Academy of Arts and Letters.

## Veröffentlichungen

### Romane
- 1991: Wartime Lies
  - deutsch 1994: Lügen in Zeiten des Krieges, ISBN 3-518-40652-3.
- 1993: The Man Who Was Late
  - deutsch 1996: Der Mann, der zu spät kam, ISBN 3-518-40812-7.
- 1994: As Max Saw It
  - deutsch 1995: Wie Max es sah, ISBN 3-518-40727-9.
- 1996: About Schmidt
  - deutsch 1997: Schmidt, ISBN 3-518-40918-2.
- 1998: Mistler’s Exit
  - deutsch 1998: Mistlers Abschied, ISBN 3-518-41000-8.
- 2000: Schmidt Delivered
  - deutsch 2001: Schmidts Bewährung, ISBN 3-518-41227-2.
- 2003: Shipwreck
  - deutsch 2003: Schiffbruch, ISBN 3-518-41475-5.[18]
- 2007: Matters of Honor
  - deutsch 2007: Ehrensachen, ISBN 978-3-518-41870-3.[19][20]
- 2012: Schmidt Steps Back
  - deutsch 2011: Schmidts Einsicht, ISBN 978-3-518-42250-2.
- 2013: Memories of a Marriage
  - deutsch 2013: Erinnerungen an eine Ehe, ISBN 978-3-518-42392-9.
- 2015: Killer, Come Hither
  - deutsch 2015: Zeig dich, Mörder, ISBN 978-3-518-42466-7.
- 2016: Kill and Be Killed
  - deutsch 2016: Ein Leben für ein Leben, ISBN 978-3-518-46690-2.
- 2019: Killer's Choice
  - deutsch 2019: Killer's Choice, ISBN 978-3-518-42879-5.
- 2020: The new life of Hugo Gardner 
  - deutsch 2021: Hugo Gardners neues Leben, ISBN 978-3-518-42984-6.

### Essaysammlungen
- 2001: Das gelobte Land : Beobachtungen aus der Ferne, ISBN 3-518-12217-7.
- 2005: Venice For Lovers (mit Anka Muhlstein)
  - deutsch 2005: Venedig unter vier Augen, ISBN 3-518-45701-2.
  - Neuauflage 2015: Unser Venedig. Mare, ISBN 3-86648-238-8.
- 2007: Transatlantische Missverständnisse : eine europäisch-amerikanische Tradition, Zabert Sandmann, ISBN 978-3-89883-190-1
- 2008: The Tremendous World I Have Inside My Head. Franz Kafka: A Biographical Essay
  - deutsch 2008: Die ungeheure Welt, die ich im Kopfe habe. Über Franz Kafka. Deutsche Verlags-Anstalt, ISBN 978-3-421-04362-7.
- 2008: Zwischen Fakten und Fiktionen. Heidelberger Poetikvorlesungen, ISBN 978-3-518-12526-7
- 2009: Why the Dreyfus Affair Matters
  - deutsch 2009: Der Fall Dreyfus. Teufelsinsel, Guantánamo, Alptraum der Geschichte, ISBN 978-3-518-42062-1.

Die deutschen Übersetzungen von Christa Krüger erschienen, wo nicht anders angegeben, im Suhrkamp Verlag.

## Dokumentarfilm
- Marion Kollbach: Louis Begley – Ein Talent zur Selbsterfindung. (Deutschland, 2010, 45 min.)